# Léon Dion
Pour les articles homonymes, voir Dion.
Léon Dion (Saint-Arsène, 9 octobre 1922 — Sillery (Québec), 20 août 1997) est un politologue québécois né à Saint-Arsène de Rivière-du-Loup.

## Biographie
Il a fondé le département de science politique de l'Université Laval avec Gérard Bergeron et Maurice Tremblay en 1954. Il fut le recherchiste principal de la Commission sur le bilinguisme et le biculturalisme présidé par André Laurendeau et Davidson Dunton. 
Fédéraliste convaincu pendant la grande partie de sa carrière académique, il exprima de sérieuses craintes pour l'unité canadienne à la suite de l'échec de l'accord du lac Meech. Il se caractérisa alors comme un "fédéraliste fatigué" et déclara que l'on ne pouvait négocier avec le Canada anglais qu'en lui tenant "un couteau à la gorge".
Consulté à maintes reprises par plusieurs politiciens québécois, au premier rang desquels figure Robert Bourassa, il a acquis le surnom de "confesseur". 
Il est mort en août 1997 à l'âge de 74 ans, deux mois avant son 75e anniversaire, en se noyant dans la piscine familiale dans des circonstances qui n'ont pas été clarifiées publiquement. Il est le père de cinq enfants dont l'ancien Ministre des Affaires étrangères du Canada et ancien chef libéral Stéphane Dion et l'époux de Denyse Kormann, décédée le 26 février 2010.

## Hommages
Le mercredi 13 février 2013, la rue Léon-Dion est nommée en son honneur.

## Prix et distinctions
- 1965 - Prix de l'Académie française, Les groupes et le pouvoir politique aux États-Unis
- 1970 - Membre de la Société royale du Canada
- 1971 - Doctorat honoris causa en droit de l'Université Queen's
- 1972 - Membre de l'Académie des sciences morales et politiques
- 1977 - Prix Léon-Gérin
- 1983 - Prix Arthur-Buies décerné lors du Salon du livre à Rimouski
- 1985 - Prix Esdras-Minville
- 1986 - Médaille Gloire de l'Escolle
- 1990 - Prix Marcel-Vincent
- 1990 -  Officier de l'Ordre national du Québec[5]
- 1993 - Prix du Gouverneur général
- 1996 -  Officier de l'Ordre du Canada[6]

### Citations
« Je n'hésiterai pas à m'engager dans la voie de l'indépendance, si la preuve est faite qu'il n'y a pas de sécurité constitutionnelle pour le français dans la fédération canadienne. » 
« Depuis 1763, nous n’avons plus d’Histoire, sinon celle, à réfraction, que nos conquérants veulent bien nous laisser vivre, pour nous calmer. Cette tâche leur est d’autant plus facile que nous sécrétons nos propres bourreaux. » 
« Si le peuple du Québec, consulté démocratiquement, accordait à son gouvernement l'autorité de proclamer l'indépendance, j'endosserais une telle décision. » 